# Park Wojewodów Pomorskich w Toruniu
Park Wojewodów Pomorskich w Toruniu – park położony przy ul. Aleksandra Fredry w centrum Torunia. Został zrewitalizowany w 2017 roku.
Obszar parku stanowi założenie ogrodowe zespołu z pocz. XX wieku. Ogród mieścił się dawniej w siedzibie Wojewodów Pomorskich (ob. siedziby Wojewódzkiego Funduszu Ochrony Środowiska i Gospodarki Wodnej, WFOŚiGW). W 2016 roku WFOŚiGW zagospodarował park. W 2017 roku park został zrewitalizowany.